# Эрлауф
Эрлауф (Город) (нем. Erlauf (Ort)) — ярмарочная коммуна (нем. Marktgemeinde) в Австрии, в федеральной земле Нижняя Австрия. 
Входит в состав округа Мельк.  Население составляет 1115 человек (на 31 декабря 2005 года). Занимает площадь 9,67 км². Официальный код  —  31508.

## Политическая ситуация
Бургомистр коммуны — Франц Куттнер (АНП) по результатам выборов 2005 года.
Совет представителей коммуны (нем. Gemeinderat) состоит из 19 мест.
- АНП занимает 12 мест.
- СДПА занимает 4 места.
- АПС занимает 3 места.